# Prison de La Ranilla
Cárcel de la Ranilla • Presó de la Ranilla
La prison de La Ranilla est une ancienne prison espagnole située dans la commune de Séville, en Andalousie.

## Histoire
L'idée de construire une prison remplaçant la prison del Popúlo émerge dès 1911. Le centre est finalement inauguré le 15 mai 1933 sous la Seconde République espagnole. Elle doit son nom au ruisseau du même nom coulant à proximité. Celui-ci est ensuite appelé Tamarguillo puis dévié en 1963. L'édifice est amélioré en 1982 puis prend le nom de prison Séville 1.
En juin 1991, un attentat réalisé par ETA cause la mort de quatre personnes et en blesse 30 autres.
La prison est désaffectée et partiellement détruite en 2007. À sa place, un projet de parc public est mis sur pied par la mairie de Séville.